# Bitwa pod Mamistrą
Bitwa pod Mamistrą – starcie zbrojne, które miało miejsce w roku 1151 między wojskami ormiańskimi a bizantyjskimi.
Toros II książę Armenii Mniejszej pokonał namiestnika bizantyjskiego Tomasza i zdobył Mamistrę w czasie, gdy Bizantyjczycy byli zajęci obroną Turbesselu przed atakiem muzułmanów. Cesarz Manuel I wysłał armię pod wodzą Andronika swego stryjecznego brata. W wyniku nagłego wypadu z Mamistry wojska ormiańskie zwyciężyły armię bizantyjską. Pokonany Andronik uciekł do Konstantynopola.